# Linie D – Arbeitsgemeinschaft historischer Nahverkehr Düsseldorf
Der Verein Linie D – Arbeitsgemeinschaft historischer Nahverkehr Düsseldorf e. V. wurde 1992 gegründet mit dem Ziel, Geschichte und Vielfalt der Verkehrsbetriebe und Herstellerfirmen der Region Düsseldorf zu dokumentieren und sie für die Öffentlichkeit zu erhalten.

## Hintergrund
Die genau definierten Ziele sind:
- die Erforschung, Sammlung, Aufbereitung, Archivierung und Erschließung von Materialien aller Art zur Geschichte des öffentlichen Nahverkehrs in Düsseldorf, den angrenzenden Städten und Gemeinden entsprechend dem Betriebsgebiet der Rheinbahn
- die Erstellung und Zurschaustellung von Dokumenten, Herausgabe von Veröffentlichungen und Veranstaltung von Ausstellungen,
- der Erwerb von eigenen Fahrzeugen,
- die Restaurierung und Pflege von historischen Fahrzeugen,
- der Bau von Modellen und die Einrichtung von Modellanlagen zur Präsentation des historischen Nahverkehrs in Düsseldorf,
- der Aufbau eines Nahverkehrmuseums, in dem die Fahrzeuge und Dokumente dauerhaft ausgestellt und gepflegt werden können, verbunden mit regelmäßigen Einsätzen der Fahrzeuge im Schienennetz der Rheinbahn
- die Kontaktpflege und Zusammenarbeit mit gleichartigen Institutionen in anderen Städten zur Erfüllung des Vereinszwecks.

Die Mitglieder engagieren sich dafür in den Arbeitsgruppen Fahrzeugerhaltung, Archiv/Dokumentation und Modellbau.
Ein weiteres Betätigungsfeld sind regelmäßige Stadtrundfahrten mit historischen Fahrzeugen in Zusammenarbeit mit der Rheinbahn, bei denen die „Linie D“ Fahrer, Zugbegleiter und Stadterklärer stellt.
Der Vereinsname knüpft an die Tradition an, von Düsseldorf ausgehende Fernlinien mit Buchstaben zu bezeichnen. Als Linie „D“ wurde früher die Linie nach Duisburg bezeichnet (Düsseldorf-Duisburger Kleinbahn, heute U79). Auch ist das „D“ Autokennzeichen und Abkürzung für Düsseldorf.